# Хархалуп, Анна Максимовна
Анна Максимовна Хархалуп (Малюта)  (1928—1993) — советский работник сельского хозяйства, звеньевая колхоза «Новая заря» Каменского района Молдавской ССР.

## Биография
Родилась 7 августа 1928 года в селе Валя-Адынкэ Каменского района Молдавской АССР в семье крестьянина.
В 1948 году звено Анны Хархалуп получило по 23,2 центнера табака сорта «Трапезонд» с гектара на площади 3 гектара.
Занималась общественной деятельностью — избиралась депутатом Верховного Совета Молдавской ССР IV созыва.
Умерла 17 февраля 1993 года на своей родине.

## Награды
- Указом Президиума Верховного Совета СССР от 24 июня 1949 года А. М. Хархалуп присвоено звание Героя Социалистического Труда с вручением ордена Ленина и Золотой медали «Серп и Молот».